# Università di Fiume
L'Università di Fiume (in croato: Sveučilište u Rijeci) è un'università pubblica croata con sede nella città di Fiume. Fu istituita nel 1973.

## Storia
L'università fu fondata su iniziativa del governo jugoslavo il 10 maggio 1973, sebbene la prima scuola d'insegnamento nella città adriatica fosse stata istituita dai gesuiti nel 1627.

## Organizzazione
L'università di Fiume è suddivisa al suo interno in varie istituzioni, tra le quali facoltà, dipartimenti ed un'accademia.

### Facoltà
- Facoltà di Economia
- Facoltà d'Ingegneria
- Facoltà di Ingegneria Civile
- Facoltà di Scienze Umanistiche
- Facoltà di Studi della Salute
- Facoltà di Studi Marittimi
- Facoltà di Medicina
- Facoltà di Giurisprudenza
- Facoltà di Scienze della Formazione
- Facoltà di Turismo

### Dipartimenti
- Dipartimento di Biotecnologia
- Dipartimento di Informatica
- Dipartimento di Matematica
- Dipartimento di Fisica

### Accademie
- Accademie di Arti Applicate